# 悠理愛
悠理 愛（ゆうり あい）は、 日本の漫画家、イラストレーター。成人向け漫画を主に執筆している。2000年代以降は電子出版や同人誌を中心に活動しており未単行本化作品の電子書籍化にも積極的。2020年代以降は有償でオーダーメイドのクライアントの希望するキャラやシチュエーションのイラストを書くイラストコミッションをメインの仕事にしている。アニメと東京ヤクルトスワローズのファンでありかなりの酒好きである。

## 作風
ヒロイン像は巨乳で体格のいい美女で、格闘能力に長け不死に近い打たれ強さを持ちいかなる拷問(性的拷問含む)を受けても屈服する事は無いというキャラが多い。

ジャンルはレズ、キャットファイト、ヒロピン、SM、拷問が多い。

エロシーンよりもバトルシーンを重視し、主にボディブロー、腹に剣を刺すなどの腹責めが多くリョナ的描写も多い。(その際は前述のようにヒロインが不死に近い耐久力を持っている設定なので致命傷にはならない)ただし切断や内蔵露出のようなグロ描写は皆無であり顔面殴打による青タン、変形もない(イラストリクエストでは問題なく承認される)。基本的に最後はヒロインが勝利する。

またレズビアン的描写も多く見られ、活動の場を同人誌に移行してからは絡みの相手は女性キャラオンリーになりリクエストがない限り男の竿役が登場しなくなった。

## 著作
- ぱらだいすラバーズ 東京三世社
- サイヴァーン☆サーガ　富士美出版
- アクマのタマゴ！　茜新社
- 1000COMPLEX さうざん☆こんぷれっくす　茜新社
- 特殊乳対性理論　茜新社
- 淫妖女剣伝アビラストラ 久保書店
- さ～ふぃん☆ばに～ 久保書店
- 妄想天使ヴィジョン　久保書店
- ラブドールQ 蒼竜社
- モエル アップロードシナジー

## 電子書籍
- サイヴァーン☆サーガ ジ・エンド
- BLOODIES
- 陽子崩壊 UNION
- ちょっと待って奥さん！ 悠理愛短編集
- ロイヤルライズ

(上記の単行本もぱらだいすラバーズ、モエル以外は電子書籍版が存在する)